# Геберіх
Геберіх (д/н — бл. 350) — очільник вестготів (тревінгів) у 334/335—350 роках.

## Життєпис
Походив зі знатного та впливового роду. На відміну від інших часто називається готом, що дало привід науковцям вважати його  володарем остготів і вестготів. Син Гільдерита, онук Овіди (його низка дослідників ототожнює з королем Кнівою) та правнук Нідади. По материнській лінії мав гуннське або аланнське походження. Відзначився у 320-х роках як вправний військовий очільник. Тому після смерті короля Аріаріха близько 334 або 335 років та з огляду на молодість сина останнього Аріха (що перебував заручником в Константинополі) новий правителем вестготів обирається Геберіх. який саме він титул мав точаться суперечки. В одних джерелах він називається кіндінсом (тобто суддею), в інших — iudex (готською «рейкс»), тобто королем.
Він дотримувався укладеного 332 року договору з Римською імперією. На основі нього зайняв захід колишньої Римської Дакії, завдавши спочатку поразки роксоланам та їхнім союзникам. На початку 337 року стикнувся з вандалами-асдінгами на чолі із Візімаром. В війні з останнім геберіх завдав рішучої поразки у декількох битва біля річки Марізії. В битві загинув Візімар, а решта вандалів звернулася до імператора Костянтина I з проханням надати притулок (їм передано землі в Паннонії). після цього успіху уся Дакія опинилася під владою Геберіха. Можливо після цього на деякий час приєднав землі Північного Причорномор'я до річки Борисфен.
Ще за свого правління часина влади була передана Аоріху. За повідомленням історик Йордана після смерті Герберіха, що сталася близько 350 року, йому спадкував Германаріх (натепер ця думка оскаржується).